# 貝克維爾 (印第安納州)
貝克維爾（英語：Beckville）是位於美國印第安納州蒙哥馬利縣的一個非建制地區。該地的面積和人口皆未知。